# Liste des films produits par Amblin Entertainment
Cet article liste les films produits par Amblin Entertainment.
Par date de première sortie en salles

## Années 1980
- 1981 : Continental Divide réalisé par Michael Apted
- 1982 : E.T., l'extra-terrestre (E.T. the Extra-Terrestrial) (Québec : E.T. l'extraterrestre) réalisé par Steven Spielberg
- 1984 : Gremlins (Québec : Les Gremlins) réalisé par Joe Dante
- 1985 : Une bringue d'enfer (Fandango) réalisé par Kevin Reynolds
- 1985 : Les Goonies (The Goonies) réalisé par Richard Donner
- 1985 : Retour vers le futur (Back to the Future) réalisé par Robert Zemeckis
- 1985 : Le Secret de la pyramide (Young Sherlock Holmes) (Québec : La Première Aventure de Sherlock Holmes) réalisé par Barry Levinson
- 1985 : La Couleur pourpre (The Color Purple) réalisé par Steven Spielberg
- 1986 : Une baraque à tout casser (The Money Pit) (Québec : La foire aux malheurs) réalisé par Richard Benjamin
- 1986 : Fievel et le Nouveau Monde (An American Tail) réalisé par Don Bluth
- 1987 : Bigfoot et les Henderson (Harry and the Henderson) (Québec : Harry et les Henderson) réalisé par William Dear
- 1987 : L'Aventure intérieure (Innerspace) (Québec : L'InterEspace) réalisé par Joe Dante
- 1987 : Empire du soleil (Empire of the Sun) (Québec : L'Empire du soleil) réalisé par Steven Spielberg
- 1987 : Miracle sur la 8e rue (Batteries Not Included) (Québec : Piles non comprises) réalisé par Matthew Robbins
- 1988 : Qui veut la peau de Roger Rabbit (Who Framed Roger Rabbit) réalisé par Robert Zemeckis
- 1988 : Le Petit Dinosaure et la Vallée des merveilles (The Land Before Time) (Québec : Petit-Pied, le dinosaure) réalisé par Don Bluth
- 1989 : Mon père (Dad) réalisé par Gary David Goldberg
- 1989 : Retour vers le futur 2 (Back to the Future Part II) réalisé par Robert Zemeckis
- 1989 : Always (Québec : Pour toujours) réalisé par Steven Spielberg

## Années 1990
- 1990 : Arachnophobie (Arachnophobia) réalisé par Frank Marshall
- 1990 : Gremlins 2 : La Nouvelle Génération (Gremlins 2: The New Batch) (Québec : Les Gremlins 2 : La Nouvelle Génération) réalisé par Joe Dante
- 1990 : Joe contre le volcan (Joe Versus the Volcano) réalisé par John Patrick Shanley
- 1990 : Retour vers le futur 3 (Back to the Future Part III) réalisé par Robert Zemeckis
- 1991 : Fievel au Far West (An American Tail: Fievel Goes West) réalisé par Phil Nibbelink et Simon Wells
- 1991 : Hook ou la Revanche du capitaine Crochet (Hook) (Québec : Capitaine Crochet) réalisé par Steven Spielberg
- 1991 : Les Nerfs à vif (Cape Fear) réalisé par Martin Scorsese
- 1992 : Bruits de coulisses (Noises Off) réalisé par Peter Bogdanovich
- 1993 : Jurassic Park (Québec : Le Parc jurassique) réalisé par Steven Spielberg
- 1993 : Kalahari (A Far Off Place) (Québec : Un endroit fabuleux) réalisé par Mikael Salomon
- 1993 : La Liste de Schindler (Schindler's List) réalisé par Steven Spielberg
- 1993 : Une femme dangereuse (A Dangerous Woman) réalisé par Stephen Gyllenhaal
- 1993 : Les Quatre Dinosaures et le Cirque magique (We're Back!: A Dinosaur's Story) (Québec : Nous sommes de retour : Une Histoire de Dinosaures) réalisé par Phil Nibbelink, Simon Wells, Dick Zondag et Ralph Zondag
- 1994 : Les Chenapans (The Little Rascals) (Québec : Les petits garnements) réalisé par Penelope Spheeris
- 1994 : La famille Pierrafeu (The Flintstones) (Québec : Les Pierrafeu) réalisé par Brian Levant
- 1994 : Les Petits Géants (Little Giants) réalisé par Duwayne Dunham
- 1995 : Balto réalisé par Simon Wells
- 1995 : Extravagances (To Wong Foo, Thanks for Everything, Julie Newmar) (Québec : À Wong Foo, merci pour tout Julie Newmar) réalisé par Beeban Kidron
- 1995 : Le Patchwork de la vie (How to Make an American Quilt) réalisé par Jocelyn Moorhouse
- 1995 : Sur la route de Madison (The Bridges of Madison County) réalisé par Clint Eastwood
- 1995 : Casper réalisé par Brad Silberling
- 1996 : Réactions en chaîne (The Trigger Effect) (Québec : Nuits mortelles) réalisé par David Koepp
- 1996 : Twister (Québec : Tornade) réalisé par Jan de Bont
- 1997 : Le Monde perdu : Jurassic Park (The Lost World: Jurassic Park) (Québec : Le Monde perdu : Le Parc jurassique) réalisé par Steven Spielberg
- 1997 : Men in Black (Québec : Hommes en noir) réalisé par Barry Sonnenfeld
- 1998 : Il faut sauver le soldat Ryan (Saving Private Ryan) réalisé par Steven Spielberg
- 1998 : Le Masque de Zorro (The Mask of Zorro) réalisé par Martin Campbell
- 1998 : Small Soldiers (Québec : Petits Soldats) réalisé par Joe Dante
- 1999 : Prémonitions (In Dreams) réalisé par Neil Jordan

## Années 2000
- 2000 : Les Pierrafeu à Rock Vegas (The Flintstones in Viva Rock Vegas) (Québec : Les Pierrafeu à Viva Rock Vegas) réalisé par Brian Levant
- 2001 : A.I. Intelligence artificielle (Artificial Intelligence: AI) réalisé par Steven Spielberg
- 2001 : Jurassic Park 3 (Québec : Le Parc jurassique III) réalisé par Joe Johnston
- 2002 : Minority Report (Québec : Rapport minoritaire) réalisé par Steven Spielberg
- 2002 : Men in Black 2 (Québec : Hommes en noir 2) réalisé par Barry Sonnenfeld
- 2002 : Arrête-moi si tu peux (Catch Me If You Can) réalisé par Steven Spielberg
- 2004 : Le Terminal (The Terminal) réalisé par Steven Spielberg
- 2005 : La Guerre des mondes (War of the Worlds) réalisé par Steven Spielberg
- 2005 : La Légende de Zorro (The Legend of Zorro) réalisé par Martin Campbell
- 2005 : Mémoires d'une geisha (Memoirs of a Geisha) (Québec : Geisha) réalisé par Rob Marshall
- 2005 : Munich réalisé par Steven Spielberg
- 2006 : Monster House (Québec : La Maison monstre) réalisé par Gil Kenan
- 2006 : Mémoires de nos pères (Flags of Our Fathers) réalisé par Clint Eastwood
- 2006 : Lettres d'Iwo Jima (Letters from Iwo Jima) réalisé par Clint Eastwood

## Années 2010
- 2010 : Au-delà (Hereafter) réalisé par Clint Eastwood
- 2011 : Super 8 réalisé par J. J. Abrams
- 2011 : Les Aventures de Tintin : Le Secret de La Licorne (The Adventures of Tintin: Secret of the Unicorn) réalisé par Steven Spielberg
- 2011 : Cheval de guerre (War Horse) réalisé par Steven Spielberg
- 2012 : Men in Black 3 (Québec : Hommes en noir 3) réalisé par Barry Sonnenfeld
- 2012 : Lincoln réalisé par Steven Spielberg
- 2015 : Jurassic World (Québec : Monde jurassique) réalisé par Colin Trevorrow
- 2015 : Le Pont des espions (Bridge of Spies) réalisé par Steven Spielberg
- 2016 : Le Bon Gros Géant (The BFG) réalisé par Steven Spielberg
- 2017 : Mes vies de chien (A Dog's Purpose) réalisé par Lasse Hallström
- 2017 : Pentagon Papers (The Post) (Québec : Le Post) réalisé par Steven Spielberg
- 2018 : Ready Player One (Québec : Player One) réalisé par Steven Spielberg
- 2018 : Jurassic World: Fallen Kingdom (Québec : Monde jurassique : Le Royaume déchu) réalisé par Juan Antonio Bayona
- 2018 : La Prophétie de l'horloge (The House with a Clock in Its Walls) (Québec : La Pendule d'Halloween) réalisé par Eli Roth
- 2019 : Men in Black: International (Québec : Hommes en noir : International) de F. Gary Gray

## Années 2020
- 2020 : West Side Story de Steven Spielberg
- 2022 : Jurassic World : Le Monde d'après (Jurassic World: Dominion) (Québec : Monde jurassique : la domination) de Colin Trevorrow
- 2023 : Maestro de Bradley Cooper
- 2025 : Jurassic World : Renaissance (Jurassic World Rebirth) de Gareth Edwards
- 2025 : The Thursday Murder Club de Chris Columbus
- 2025 : Hamnet de Chloé Zhao
- 2026 : Disclosure de Steven Spielberg